# Paul Burnley
Paul Burnley (Eigentlich: Paul Bellany) ist ein britischer Rechtsrock-Sänger und Gründungsmitglied von Blood and Honour.

## Leben
Paul Burnley wuchs als Sohn des schottischen Malers John Bellany zusammen mit seinem älteren Bruder John auf. Nachdem er und sein Bruder Mitte der 1980er in die Skinhead-Szene kamen, änderten die beiden ihren Nachnamen in Burnley, um ihrem Vater Ärger zu ersparen. Während John Burnley Schlagzeuger bei Skrewdriver wurde, gründete Paul 1986 No Remorse und setzte sich zusammen mit Ian Stuart Donaldson an die Spitze der rechtsextremen Organisation Blood and Honour. Burnley war für das Blood-and-Honour-Magazin verantwortlich, das er über die Druckerei von Anthony Hancock drucken ließ. Burnley sorgte in den 1990ern dafür, dass das British Movement in Blood and Honour verstärkt Einfluss gewann. Neben No Remorse gründete er 1989 das Projekt Public Enemy (kein Zusammenhang mit der US-amerikanischen Gruppe gleichen Namens) und 1991 Paul Burnley and the Fourth Reich.
Als Ian Stuart Donaldson am 24. September 1993 bei einem Verkehrsunfall ums Leben kam, beanspruchten sowohl Will Browning von Combat 18, als auch Burnley die Führungsrolle bei Blood and Honour. Nach einem tätlichen Angriff von Browning auf Burnley zog letzterer sich zurück und machte den Weg frei für die Führungsrolle von Combat 18, die kurze Zeit darauf wesentlich aggressiver auftraten. Burnley zog sich allerdings nur scheinbar zurück und organisierte sich mit den Labels Nordland und Resistance Records, die ebenfalls ihre Probleme mit Combat 18 hatten. Aus dieser Zeit stammen die Projekte Stormbringer, No Fear (mit Nigel von Retaliator) und Kindred Spirit (mit der schwedischen Gruppe Svastika). Burnley konnte aber nie wieder den Einfluss erlangen, den er in den 1980ern und den frühen 1990ern hatte.
Burnley zog sich anschließend aus der Szene zurück. 2002 veröffentlichte er eine Biografie über Ian Stuart unter dem Pseudonym Paul London im schwedischen Midgård-Verlag.
Paul Bellany studierte nach seinem Ausstieg aus der rechten Szene Visuelle Kommunikation an der University of Cambridge und Grafikdesign in Chelsea. Er arbeitet zurzeit für NFTS Digital Post Production und hat einen Dokumentarfilm über seinen Vater für das schottische Regionalprogramm des BBC Two gedreht.

## Diskografie
Mit No Remorse
- siehe Diskografie

Mit Public Enemy
- 1989: There Is Only One
- 1989: Waiting for the Storm (Single)
- 1990: For You (Single)
- 1990: Salute! (Single)
- 1995: Our Weapon Is the Truth
- 1996: Paul Burnley Is the Real Public Enemy (Kompilation)
- 1999: The Best of (Kompilation)

Mit Paul Burnley and the Fourth Reich
- 1991: A Nation Reborn (indiziert)
- 1992: Save the White Race (MLP)
- 1995: Salute

Weitere Projekte
- 1997: Kindred Spirit: Carry the Flame
- 1998: Stormbringer: Hammer of the Gods
- 1999: No Fear: Got the Power